# Chiesa di San Biagio (Izano)
La chiesa di San Biagio è il luogo di culto principale del paese di Izano.

## Storia
La chiesa di San Biagio a Izano è citata fino dal XII secolo, quando dipendeva dal monastero benedettino di San Benedetto di Crema. Nel 1385 la chiesa fu soggetta alla pieve di Bressanoro della diocesi di Cremona. Nel 1520 la chiesa fu visitata dal vescovo di Cremona Girolamo Trevisan e nel 1572 venne istituita la confraternita del Santissimo Sacramento. Poco dopo, nel 1580, la parrocchia venne unita alla diocesi di Crema, per poi essere compresa nel vicariato di Offanengo (1583) e nel vicariato di Bottaiano (1611). Tra il 1730 e il 1750 il vescovo di Crema Lodovico Calini consacrò la chiesa parrocchiale.
Nel 1792 la chiesa venne riedificata e ampliata nel 1899-1900 dall'ingegnere Vittorio Vimercati, che realizzò transetto, presbiterio, abside e facciata neogotica. Gli interni furono affrescati nel 1908 dal pittore Eugenio Giuseppe Conti e decorati da Romeo Rivetta.

## Descrizione
La chiesa è di antico impianto gotico.
All'interno è presente un altare dedicato alla Madonna del Rosario, arricchito da un ciclo cinquecentesco dei quindici Misteri attribuito ad Aurelio Buso e suoi collaboratori. Altri dipinti di pittori cremaschi raffigurano una Deposizione del Botticchio, un San Francesco del Barbelli e una Natività di Maria, attribuita al Brunelli. A seguito di recenti indagini sono stati rinvenuti affreschi del XVI secolo raffiguranti il Trionfo del Santissimo Sacramento, alcune prospettive, gli apostoli Pietro e Paolo e una Madonna raffigurata a scopo devozionale.

## Organo della chiesa di San Biagio[4]
Costruito nel 1999 è collocato in cantoria lignea, sopra l’ingresso principale.
L'organo, a trasmissione meccanica è composto da due tastiere di 54 tasti (Do1-Fa5), una pedaliera da 30 pedali e 14 registri.

### Registri della prima tastiera
- Principale 16'
- Flauto a camino 8'
- Ottava 4'
- Ottava 2'

### Registri della seconda tastiera
- Bordone 8'
- Mazardo
- Flauto a camino 8'
- Terza
- Cromorno

### Pedaliera
- Subbaffo 16'
- Trombone 16'
- Tromba 8'